# Delias eichhorni
Delias eichhorni é uma borboleta da família Pieridae. Foi descrita por Walter Rothschild em 1904 e pode ser encontrada na Nova Guiné.

## Subespécies
- D. e. eichhorni (Rio Aroa, Owen Stanley Range, Papua Nova Guiné)
- D. e. kerowagi Morinaka, Mastrigt e Sibatani, 1993 (Kerowagi, Papua Nova Guiné)
- D. e. hagenensis Morinaka, Mastrigt e Sibatani, 1993 (Southern Highland, Pap Creek, Papua Nova Guiné)